# Newton (Karolina Północna)
Newton – miasto w Stanach Zjednoczonych, w stanie Karolina Północna, siedziba administracyjna hrabstwa Catawba.
Urodziła się tutaj Tori Amos, amerykańska piosenkarka, autorka tekstów i piosenek, pianistka.